# Wish (2023)
Wish (englisch für ‚Wunsch‘) ist ein US-amerikanischer Animations- und Musicalfilm der Walt Disney Animation Studios, der am 22. November 2023 in den US-amerikanischen und am 30. November 2023 in den deutschsprachigen Kinos anlief. Regie führten Chris Buck und Fawn Veerasunthorn. Der Film ist die 62. Produktion der „Meisterwerke“-Reihe von Disney.

## Handlung
Vor vielen Jahren gründeten König Magnifico und seine Frau Königin Amaya das Königreich Rosas auf einer Insel im Mittelmeer. Als studierter Zauberer ist Magnifico in der Lage, die größten Wünsche seiner Untertanen zu erfüllen. Jeder von ihnen gibt die Erinnerung an seine Wünsche auf, damit sie vom König versiegelt und geschützt werden, bis er sie erfüllen kann. Einmal im Monat wählt Magnifico bei einer feierlichen Veranstaltung einen Wunsch aus, der erfüllt werden soll.
In der Gegenwart bereitet sich die 17-jährige Asha darauf vor, sich am Tag des 100. Geburtstags ihres Großvaters Sabino als Magnificos Lehrling zu bewerben, in der Hoffnung, dass Magnifico Sabinos Wunsch, die Menschen zu inspirieren, erfüllen wird. Das Vorstellungsgespräch läuft gut, bis Asha darum bittet, Sabinos Wunsch zu erfüllen, was Magnifico ablehnt, da er die Unbestimmbarkeit des Wunsches als potenzielle Bedrohung für seine Macht ansieht. Asha erkennt, dass Magnifico nie vorhat, die nicht erfüllten Wünsche an ihre Besitzer zurückzugeben, und als sie seine Methoden in Frage stellt, weigert sich Magnifico, ihre Ausbildung anzunehmen oder die Wünsche ihrer Familienmitglieder zu erfüllen.
Asha versucht erfolglos, Sabino und ihre Mutter Sakina davon zu überzeugen, dass Magnifico sie betrügt, was darin gipfelt, dass Sabino seiner Enkelin entrüstet vorwirft, ihm das Herz gebrochen zu haben. Verzweifelt rennt Asha zu dem Wunschbaum, an dem sie und ihr verstorbener Vater immer saßen und die Sterne beobachteten, und wünscht sich einen Stern, der zu ihrer Überraschung in Form einer Lichtkugel vom Himmel fällt, die Asha Stern nennt. Sterns Magie verleiht den Waldtieren, darunter auch Ashas Hausziege Valentino, die Fähigkeit zu sprechen, was Asha dazu veranlasst, Sterns Hilfe in Anspruch zu nehmen, um die Wünsche ihrer Familie zu erfüllen. Jeder im Königreich spürt Sterns Anwesenheit, und Magnifico fühlt sich von ihr eingeschüchtert. Trotz Amayas Bitten, es nicht zu tun, wendet er verbotene dunkle Magie an, um seine Machtposition zu erhalten, während seine Untertanen an seiner Art zu regieren zu zweifeln beginnen.
Asha holt Sabinos Wunsch zurück und er ist überglücklich, dass er sich daran erinnern kann, aber Magnifico trifft ein, um sie zu verhaften, nachdem er erfahren hat, dass Asha für die Beschwörung von Stern verantwortlich war. Magnifico, der von der dunklen Magie korrumpiert ist, zerstört Sakinas Wunsch und beabsichtigt, die Magie von Stern und die Wünsche von Rosas zu nutzen, um seine eigene Macht zu vergrößern. Er zwingt Sabino und Sakina zur Flucht auf eine nahe gelegene Insel, während Asha, Stern und Valentino zurückbleiben, um die Wünsche der Bürger zu befreien. Einer von Ashas Freunden, Simon, entpuppt sich als derjenige, der Asha an Magnifico verkauft hat, in der Hoffnung, dass sein Wunsch, ein Ritter zu werden, erfüllt wird – sehr zum Entsetzen von Asha und ihren anderen Freunden Dahlia, Gabo, Safi, Bazeema, Hal und Dario. Magnifico gewährt den Wunsch, verzaubert aber zusätzlich Simon, damit er sein Handlanger bei der Gefangennahme von Asha wird.
Asha schart Dahlia, Bazeema, Dario, Gabo, Hal und Safi um sich, um Magnificos Herrschaft ein Ende zu setzen. Auch Amaya schließt sich ihnen an, nachdem sie Magnificos Korruption entdeckt hat. Während ihre Freunde Stern und Valentino helfen, in Magnificos Arbeitszimmer einzudringen und die Decke zu öffnen, um die Wünsche zu befreien, versucht Asha, Magnifico abzulenken, wird aber von einem verkleideten Simon überlistet, den sie mit Hilfe der Tiere besiegt. Magnifico klettert auf den Schlossturm, saugt die Kraft aller Wünsche in sich auf und fängt Stern ein. Asha versucht, ihn aufzuhalten, wird aber leicht überwältigt, als Magnifico den Himmel verdunkelt und die Bürger lahmlegt, so dass sie sich keine Sterne mehr wünschen können.
Asha, die nicht aufgeben will, ermutigt die Bürger, sich etwas zu wünschen, um die Zukunft von Rosas zu verändern. Die Kraft ihres kollektiven Wunsches überwältigt schließlich Magnifico, dessen Magie sich gegen ihn wendet, indem sie ihn im Spiegel seines Stabes gefangen hält, während die Bürger ihre versiegelten Wünsche zurückgewinnen und sie neu schätzen lernen, ihnen nachzugehen.
Amaya wird zur alleinigen Herrscherin von Rosas und hilft den Bürgern, ihre Wünsche aus eigener Kraft zu erfüllen. Asha und ihre Freunde verzeihen dem reumütigen Simon. Der Stern schenkt Asha einen Zauberstab, damit sie die Menschen zum Weiterträumen inspirieren kann, bevor er in den Himmel zu den anderen Sternen zurückkehrt.

## Produktion
| Figur                          | Originalsprecher  | Deutscher Sprecher               |
| ------------------------------ | ----------------- | -------------------------------- |
| Asha                           | Ariana DeBose     | Patricia Meeden                  |
| Valentino                      | Alan Tudyk        | Stefan Kaminski                  |
| Stern                          | Alan Tudyk        | Originalton                      |
| Sakina, Ashas Mutter           | Natasha Rothwell  | Rubina Nath                      |
| Sabino „Saba“, Ashas Großvater | Victor Garber     | Freimut Götsch                   |
| König Magnifico                | Chris Pine        | Alexander Doering                |
| Königin Amaya                  | Angelique Cabral  | Jana Werner                      |
| Gabo                           | Harvey Guillén    | Michael Ernst                    |
| Safi                           | Ramy Youssef      | Dirk Stollberg                   |
| Simon                          | Evan Peters       | Amadeus Strobl                   |
| Bazeema                        | Della Saba        | Julia Willecke                   |
| Dario                          | Jon Rudnitsky     | Julien Haggège                   |
| Hal                            | Niko Vargas       | Elisa Bannat                     |
| Dahlia                         | Jennifer Kumiyama | Hazel Brugger                    |
| Bergsteiger                    | Keone Young       | Sebastian Borucki                |
| fliegende Frau                 | Heather Matarazzo | Leni Leßmann                     |
| Sania                          | Nasim Pedrad      | Marie-Isabel Walke               |
| Touristin                      | Nicole Lynn Evans | Marion Musiol                    |
| Baby-Pilz                      | Lucas Sigler      | Balthazar Gyan Alexis Kuppuswamy |
| Häschen                        | Lucas Sigler      | Rosa Blankenburg                 |
| Hirsch                         | Woody Buck        | Yoshij Grimm                     |
| Maus                           | Holland Watkins   | Saskia Glück                     |

Produktionsbeginn war bereits 2018, erstmals wurde Wish aber erst im Januar 2022 angekündigt. Im September 2022 wurde der Film dann offiziell bestätigt. Wish wurde mit dem CinemaScope-Verfahren im Seitenverhältnis 2,55:1 produziert. Dieses Verfahren wurde von den Walt Disney Studios hierbei erstmals seit Dornröschen von 1959 wieder angewandt.
Die deutschsprachige Synchronisation entstand nach einer Übersetzung von Andreas Pohr sowie einem Dialogbuch und unter der Dialogregie von Axel Malzacher im Auftrag der Berliner Interopa Film GmbH. Die Bearbeitung der Liedtexte erfolgte durch Christopher Tobias Noodt und unter der musikalischen Leitung von Andreas Hommelsheim. Hervorzuheben ist, dass die deutsche Bearbeitung nach Jahren nicht mehr durch die FFS Film- & Fernseh-Synchron GmbH in Berlin stattfand und nach langer Zeit wieder Andreas Hommelsheim, der in den 1990er-Jahren diverse Texte ins Deutsche übertragen hat, engagiert wurde.

## Hintergrund
Der Film wurde dem im März 2023 verstorbenen Animator und Drehbuchautor Burny Mattinson gewidmet, der ab 1953 bei den Walt Disney Studios tätig war und an der Entstehung vieler bekannter Disney-Filme wie 101 Dalmatiner, Das Dschungelbuch, Basil, der große Mäusedetektiv, Aladdin oder Der König der Löwen beteiligt war.

## Veröffentlichung
Premiere feierte der Film am 8. November 2023 im El Capitan Theatre auf dem Hollywood Boulevard in Los Angeles. Die deutsche Premiere feierte Wish am 14. November 2023 im Berliner Zoo Palast, vor Ort waren dabei auch die Regisseure Chris Buck und Fawn Veerasunthorn, Produzent Peter Del Vecho und die deutschen Synchronsprecherinnen Patricia Meeden und Hazel Brugger.
Es gab die Möglichkeit, den Film bereits ein paar Tage vor der jeweiligen Veröffentlichung in ausgewählten Kinos als sogenannten „Preview“ anzuschauen. In den USA fand dieser am 18. November 2023 in 450 Kinos um 16 Uhr Ortszeit statt. Dabei wurde zum 95. Geburtstag von Micky Maus ein spezieller, kurzer Spot gezeigt. In Deutschland fand der Preview am 25. und 26. November 2023 statt. Beim Preview wurde als Vorfilm der Kurzfilm „Once Upon A Studio“ gezeigt, der anlässlich des 100-jährigen Jubiläums, das Disney 2023 beging, produziert wurde.
Die weltweiten Einnahmen des Films aus Kinovorführungen beliefen sich auf 255 Millionen US-Dollar. In Deutschland verzeichnete der Film 2.015.681 Besucher, davon 390.705 in der Startwoche, sowie ein Einspielergebnis von 17 Millionen Euro.
Am 28. März 2024 erschien der Film in Deutschland auf DVD und Blu-ray, in den USA erschienen diese am 12. März 2024. Seit dem 23. Januar 2024 befindet sich Wish im Kaufangebot mancher Streamingdienste wie Apple TV+ oder Amazon Prime Video. Seit dem 3. April 2024 ist der Film zudem weltweit im Streaming-Abonnement von Disney+ abrufbar.

## Kritiken
Wish erhielt ein verhaltenes Presseecho, was sich auch in den Auswertungen US-amerikanischer Aggregatoren widerspiegelt. So erfasst Rotten Tomatoes ähnlich viele wohlwollende wie kritische Besprechungen und ordnet den Film dementsprechend als „Gammelig“ ein. Zusammenfassend lasse der Film mit seinen warmen Anspielungen auf viele Klassiker des Studios [Disney] das Herz höher schlagen, jedoch sei Nostalgie kein Ersatz für echte Erzähl-Magie – egal wie schön animiert sie auch sein möge. Laut Metacritic fallen die Bewertungen im Mittel „Durchwachsen oder Durchschnittlich“ aus.

## Auszeichnungen
Alliance of Women Film Journalists Awards 2024
- Nominierung für Asha (Ariana DeBose) als „Beste weibliche Animationsfigur“[26]

Artios Awards 2024
- Nominierung für das Beste Casting in einem Animationsfilm (Grace C. Kim)[27]

Astra Film Awards 2024
- Nominierung für Ariana DeBose in der Kategorie „Beste Synchronleistung“[28]
- Nominierung für This Wish (Julia Michaels, Benjamin Rice, JP Saxe; Ariana DeBose) als „Bester Original-Song“[28]

Black Reel Awards 2024
- Nominierung für Ariana DeBose für die „Beste Synchronarbeit“[29]

Critics’ Choice Movie Awards 2024
- Nominierung als „Bester Animationsfilm“
- Nominierung für This Wish (Julia Michaels, Benjamin Rice, JP Saxe; Ariana DeBose) in der Kategorie „Bestes Lied“[30]

Golden Globe Awards 2024
- Nominierung als „Bester Animationsfilm“

Hollywood Music in Media Awards 2023
- Nominierung für This Wish (Julia Michaels, Benjamin Rice, JP Saxe; Ariana DeBose) in der Kategorie „Bester Originalsong in einem Animationsfilm“[31]

NAACP Image Awards 2024
- Nominierung als Bester Animationsfilm
- Nominierung für die Beste Synchronarbeit (Ariana DeBose)[32]

Nickelodeon Kids’ Choice Awards 2024
- Nominierung als Beste Synchronsprecherin (Ariana DeBose)